# Matheshörlebach
 Matheshörlebach ist ein Ortsteil des Schwäbisch Haller Stadtteils Sulzdorf.

## Name
Der Name Matheshörlebachs wird lokal teils um den initialen Heiligennamen verkürzt und zudem im lokalen Dialekt wie schriftdeutsches Herlebach ausgesprochen. Der Heiligenzusatz mag der Differenzierung von zwei nahen Weilern mit selber Aussprache gedient haben.

## Geographie
Matheshörlebach ist ein weniger als zwei Dutzend Hausnummern zählender Weiler auf der Haller Ebene knapp 7 km östlich der Stadtmitte von Hall und etwa 1,5 km nordwestlich der Stadtteilmitte von Sulzdorf. Von vorwiegend ackerbaulich genutzten Landwirtschaftsflächen umgeben, liegt es in offener und fast hügelloser Flur etwa einen Kilometer vor dem Waldgebiet Hasenbühl im Südosten, dem nördlichsten, flachen Ausläufer der Limpurger Berge, und weniger als einem Kilometer südlich vom Taleinschnitt des ostwärts zur  Bühler laufenden Otterbachs. Den Ort durchquert in einer weiten und flachen Mulde der über den Otterbach entwässernde  Matheshörlebach, der als Feldweggraben vor dem Hasenbühl beginnt.
Den Weiler erschließt die K 2665 aus Schwäbisch Hall nach Großaltdorf im Osten jenseits des Bühlertaleinschnitts. Am Ostrand des Weilers zweigt von ihr nach Sulzdorf die K 2601 ab. Beide Straßen werden überörtlich vom Verkehr zwischen Schwäbisch Hall und seinem Osten genutzt.

## Geschichte
Der Weiler gehörte früher zu Tüngental. Der Name leitet sich ab von der 1371 erfolgten Erwähnung „Hurlebach prope capellam S. Mattaei“. Eine abgegangene Kapelle zum hl. Matthäus ist noch 1529 belegt. Vermutlich existierte hier auch eine Burg bzw. ein Adelssitz, wonach sich ein Zweig derer von Enslingen benannte. So hieß Nikolaus von Enslingen, Abgesandter der Reichsstadt Schwäbisch Hall auf dem Konzil von Konstanz, auch „von Hürdelbach“. Die Enslinger hatten ihre Grablege in der Marienkirche Tüngental.
Das Wappen derer von Enslingen, die auch unter dem Namen „von Hörlebach“ bzw. „von Hürdelbach“ erscheinen, zeigt einen gespaltenen Schild. Die rechte Seite ist ledig und rot. Die linke Seite ist dreimal silbern-schwarz geteilt. Auf dem Helm befinden sich zwei Büffelhörner. Das rechte Büffelhorn ist rot. Das linke Büffelhorn ist dreimal silbern-schwarz geteilt. Die Büffelhörner haben auf der rechten Seite rot-silberne und auf der linken Seite schwarz-silberne Decke.
Die Lage der Kapelle als auch der Burg ist unbekannt.

Wappen
Wappen